# 페트르 얀
페트르 에브게니예비치 얀(러시아어: Пётр Евге́ньевич Я́н, 1993년 2월 11일~)은 러시아의 종합격투기 선수이다. 그는 현재 UFC 밴텀급 챔피언이었던 UFC의 밴텀급 디비전에 출전하고 있다. 얀은 이전에 ACB 밴텀급 챔피언이었던 Absolute Championship Akhmat에서 싸웠다. 2022년 4월 12일 현재 UFC 밴텀급 랭킹 1위, UFC 남자 파운드 포 파운드 랭킹 13위이다.

## 어린 시절
얀은 중국계 러시아인 아버지와 러시아인 어머니 사이에서 태어났다. 초등학교 6학년 때, 얀은 국제 태권도 연맹에서 훈련을 시작했고 종종 그의 지역의 거리와 학교에서 싸웠기 때문에 그의 가족은 이것을 막기 위해 종종 이사를 갔다. 얀의 형은 크라스노야르스크 변경주 두딘카에서 복싱을 훈련했고, 페트르 역시 복싱을 배우고 싶어했다. 그러나 그의 형은 처음에 페트르를 데리고 가는 것을 거부했고, 따라서 페트르는 복싱의 스포츠를 배우러 가기 위해 몰래 그의 형을 따라 가기로 결정했다. 그때부터 페트르는 8년 동안 복싱에서 훈련을 받았고 64kg급에서 복싱의 마스터 오브 스포츠의 등급을 받았다. 페트르 얀은 옴스크에 있는 시베리아 연방 대학교 체육학과를 졸업했다.

## 종합격투기 경력

### 초기 경력
얀은 2014년 12월 유라시아 파이팅 챔피언십 바이칼 파이트에서 MMA에 데뷔했다. 그는 데뷔전이었던 무라드 바키예프를 상대로 3라운드 녹아웃으로 이겼다. 2015년, 얀은 러시아 프로모션 절대 챔피언십 버커트와 계약을 맺었다. 그는 당시 이미 MMA 경력에서 26차례나 싸웠던 브라질 출신 파이터 레나투 벨라메와 맞붙어 데뷔 후 많은 팬들을 얻었다고 한다. 하지만, 얀은 이 싸움에서 판정승을 거두었다. 얀의 세 번째 싸움에서, 그는 싸웠고 47초 만에 1라운드 서브미션으로 카론 오르주미예프를 이겼다. 이어진 싸움에서 얀은 프로 격투 나이트 10: 러시아 컵에서 열린 1라운드에서 아르투르 미르자카얀을 쓰러뜨렸다.

## 종합격투기 전적
| 결과 | 전적 | 상대                | 방식             | 대회                   | 날짜       | 장소               |
| ---- | ---- | ------------------- | ---------------- | ---------------------- | ---------- | ------------------ |
| 승   | 18–5 | Deiveson Figueiredo | 판정 (전원일치)  | UFC Fight Night: Macau | 2024‑11‑23 | 마카오, 중국       |
| 승   | 17–5 | Ricky Simón         | 판정 (전원일치)  | UFC Fight Night        | 2024‑03‑09 | 라스베이거스, 미국 |
| 패   | 16–5 | Merab Dvalishvili   | 판정 (전원일치)  | UFC Fight Night        | 2023‑03‑11 | 라스베이거스, 미국 |
| 패   | 16–4 | Sean O'Malley       | 판정 (스플릿)    | UFC 280                | 2022‑10‑22 | 아부다비, UAE      |
| 패   | 16–3 | Aljamain Sterling   | 실격 (불법 니킥) | UFC 259                | 2021‑03‑06 | 라스베이거스, 미국 |
| 승   | 16–2 | José Aldo           | TKO (펀치)       | UFC 251                | 2020‑07‑11 | 아부다비, UAE      |
| 승   | 15–2 | Urijah Faber        | KO (헤드킥)      | UFC 245                | 2019‑12‑14 | 라스베이거스, 미국 |
| 승   | 14–2 | Jimmie Rivera       | 판정 (전원일치)  | UFC 238                | 2019‑06‑08 | 시카고, 미국       |

## 타이틀 및 수상
- 전 UFC 밴텀급 챔피언 (1회)
- UFC Fight of the Night 2회
- Performance of the Night 2회
- ACB 밴텀급 챔피언

## 사생활
얀과 그의 아내는 두 아들이 있다. 2022년 러시아의 우크라이나 침공 동안, 얀은 소셜 미디어에 그 나라들의 국기와 평화의 비둘기의 이미지를 게시했다.

## 관련 문서
- UFC
- 밴텀급 (MMA)
- 알저메인 스털링
- 션 오말리
- 코리 샌드하겐
- 메랍 드발리쉬빌리
- 조제 알도
- 유라이어 페이버